# Ramón Ayala (cantante mexicano)
Ramón Covarrubias Garza (Monterrey, Nuevo León, 8 de diciembre de 1945), conocido como Ramón Ayala, es un acordeonista, cantante y compositor mexicano. Su trayectoria musical lo ha convertido en uno de los íconos de la música regional mexicana.

## Primeros años
Ayala nació el 8 de diciembre de 1945 en Monterrey, Nuevo León, y que fue el cuarto hijo (de un total de 9 hermanos) del señor Ramón Covarrubias y la señora Natalia Garza un matrimonio del norte de México. El nivel socioeconómico de la familia Covarrubias-Garza fue muy precario, por lo que Ramón pudo concluir con extrema dificultad el segundo grado de estudios básicos. Ramón y a sus hermanos, asumieron distintos oficios con especial tesón, su padre interpretaba canciones en algunas cantinas y Ramón ahí recibió, de él, la influencia decisiva que lo convertiría en un músico.
Su primer acordeón lo tuvo a la edad de 5 años; fue un obsequio de su padre, quien vendió un puerco para poder adquirirlo. La habilidad nata de Ayala le rendiría frutos muy pronto, pues al poco tiempo la destreza lo convirtió en un experto en dicho instrumento. El repertorio inicial de Ayala estaba influenciado por los temas de quienes son considerados auténticos pioneros de la canción Norteña, Los Alegres de Terán.
Hacia 1958 la familia decide emigrar al poblado de Control ubicado en el estado mexicano de Tamaulipas. Ahí Ramón se desempeñaba como jornalero al lado de sus hermanos trabajando en la pizca de algodón. Los fines de semana Ramón y su padre se dedicaban a cantar en las cantinas de los pueblos cercanos.

## Carrera

### Los Relámpagos del Norte
Mientras su padre había viajado a McAllen, Texas, él permaneció en Reynosa. Es ahí donde conoce al cantante Cornelio Reyna, quien entonces alternaba con un amigo, Juan Peña actuando en la cantina "El Cadillac", presentándose como "Dueto Carta Blanca". Inicialmente Ayala solicitó trabajo como lustrador de zapatos, pero pronto se le permitió demostrar sus habilidades como acordeonista, al ser escuchado por ambos artistas fue aceptado, y al poco tiempo Peña se separó de Cornelio, quedando Ramón en su lugar, cambiando el nombre del dueto a "Los Relámpagos del Norte". La dupla continuó sus andanzas, de cantina en cantina en busca de trabajo, y, aunque Cornelio ya había tenido la suerte de grabar un disco al lado de Peña (para Falcón Records), nada había sucedido. A base del insistente trabajo y esfuerzo consiguieron grabar hacia 1963 un tema que les haría cobrar notoriedad: "Ya no llores", grabado por Bego Records, sería la canción que les abriría las puertas al éxito, a esta canción seguirían "Comal y Metate", "Ay Ojitos", "La Tinta de mi sangre", "Devolución", "Mi Tesoro". El dúo de jóvenes comienza a experimentar una arrolladora fama, inicialmente local y posteriormente a nivel nacional. Uno de los grandes méritos de Cornelio y Ramón fue el de ampliar el gusto musical por la música norteña en todo el país, como auténticos pioneros del movimiento grupero en México. Sin embargo, 1971 fue el año que marcó la disolución del exitoso dueto. "El Rey del Acordeón", como se le conocía a Ramón Ayala, emprende una carrera en solitario con un éxito relativo. Pese a que muchos críticos musicales señalaban el hecho como el fin de la trayectoria de Ramón, en vista a que sólo ejecutaba el acordeón, esto no fue así.

### Los Bravos del Norte
Un modesto empresario regiomontano y visionario del fenómeno musical norteño, quien tiempo atrás, había fungido como representante de Los Relámpagos del Norte, decidió extenderle su apoyo. Tiempo después surgiría en el ámbito musical la agrupación Los Bravos del Norte; inicialmente firmaron contrato con discos Marsol, un sello fonográfico estadounidense, lanzando sus primeras grabaciones de manera regular y con cierto éxito; en ese entonces se había incorporado al grupo Antonio Sauceda como vocalista y ejecutante del bajo sexto. Es en 1971 cuando consiguen un contrato con el sello DLV que los catapulta nuevamente al encontrar ahí sus siguientes éxitos: "Ni Por Mil Puñados de Oro" sería el primero. La cosecha de éxitos se da de manera espaciada pero constante, en 1974 Los Bravos del Norte reciben su primer disco de oro por su índice de ventas de la canción "Chaparra de Mi Amor", siendo también este el año en que debuta como vocalista de los Bravos el cantante Eliseo Robles, Proveniente Del Grupo "Los satélites De Fidencio Ayala". Este último, hermano de Ramón. Los éxitos continuaron hasta 1986, cuando recibieron un Disco de Oro, esta vez por las altas ventas del tema "Me Puso El dedo". En 1988 Eliseo Robles abandonó el grupo para iniciar su propia carrera, ingresado a Los Bravos del Norte el vocalista Juan Antonio Coronado proveniente del Grupo Los Caracoles De Durango, grabando junto con Ramón Ayala éxitos como "La Rama del Mezquite", "La Miedosa", "Central Camionera", entre otros tantos, para 1993 Juan Antonio Coronado abandonó a Los Bravos y en su lugar llegó Mario Marichalar, quien había trabajado con el grupo durante más de 2 décadas y había realizado múltiples grabaciones, siendo uno de ellos, el álbum "Regresa El Rey" de 2012 bajo el sello de Freddie Records, titulado de esa manera debido a la ausencia de grabaciones de estudio que el grupo experimentó desde 2002, cuando lanzó su álbum titulado "El Número 100", que contiene la canción "Del Otro Lado del Portón", "Pero Ya No Puedo Más", entre otros éxitos, de un total de 15 temas contenidos en el álbum, publicado también bajo el sello de Freddie Records.

## Controversias
El 11 de diciembre de 2009 Ayala y sus músicos fueron sorprendidos junto con Los Cadetes de Linares y Grupo Torrente tocando en una narcoposada en col. Obrera Tepoztlán, Morelos, organizada por el Cártel Beltrán Leyva por tanto la PGR ordenó un arraigo contra los músicos norteños por tener un supuesto vínculo con el narcotráfico, así el 18 de diciembre Ramón Ayala y Lupe Tijerina de los Cadetes ingresaron a un reclusorio, pero solo unos días después Ayala fue absuelto de todos los cargos al no encontrarse pruebas suficientes para su acusación y a su salida fue hospitalizado de inmediato. Por su parte Tijerina permaneció un tiempo más encerrado hasta que se dictó su libertad el 3 de marzo de 2010. El mismo Ramón afirmó que desconocía para quien iba a tocar, durante su encierro sus familiares y seguidores organizaron marchas pidiendo su pronta liberación.

## Premios y reconocimientos
Ayala ha ganado cuatro premios Grammy y ha recibido otros reconocimientos por su trayectoria. En 2018 recibió las llaves de la ciudad de Lynwood, California.

## Discografía

### Álbumes (Ramón Ayala Y Sus Bravos Del Norte)
- La Pura Maña (1971)
- Estrenos (1971)
- Ojitos Soñadores (1972)
- Corazón Vagabundo (1973)
- Por Que?? (1973)
- Lindo Tampico (1973)
- El Amor Que Me Falta (1974)
- Amor eterno (1974)
- Cumbias! Cumbias! Cumbias! (1974)
- Contrabando Y Traicion (1975)
- Consuelo (1976)
- El Triunfador (1977)
- El Soldado Raso (197
- Mi Piquito De Oro (1978)
- Dos Hojas Sin Rumbo (1979)
- Pistoleros Famosos (1980)
- Con Las Puertas En La Cara (1981)
- En Amo De La Musica Norteña (1983)
- El Corrido del Tuerto (1984)
- Corridos Norteños (1985)
- 15º aniversario (1986)
- Damelo (1987)
- La Rama De Mezquite (1989)
- Chiflando En La Loma (1993)
- Dime Cuando Volveras (1994)
- Casas De Madera (1998)
- Quémame Los Ojos (2000)
- Cruzando Fronteras (2007)